# 21 gramów (singel)
21 gramów – drugi singel polskiego rapera Zeamsone z jego piątego albumu studyjnego, zatytułowanego ???. Singel został wydany 13 lutego 2023.
Nagranie otrzymało w Polsce status platynowego singla, przekraczając liczbę 50 tysięcy sprzedanych kopii.

## Geneza utworu i historia wydania
Piosenka została napisana i skomponowana przez Pawła Świdnickiego, który również odpowiada za produkcję utworu.
Singel ukazał się w formacie digital download 13 lutego 2023 w Polsce wydaniem własnym w dystrybucji Universal Music Polska. Piosenka została umieszczona na piątym albumie studyjnym  Zeamsone – ???.

## Teledysk
Do utworu powstał teledysk w reżyserii samego rapera, który udostępniono 14 lutego 2023 za pośrednictwem serwisu YouTube.

## Lista utworów
- Digital download[2]

1. „21 gramów” – 2:01

## Notowania
| Kraj   | Lista (2023)             | Najwyższa pozycja |
| ------ | ------------------------ | ----------------- |
| Polska | Billboard Poland Songs   | 12                |
| Polska | OLiS – single w streamie | 12                |

| Kraj   | Lista (2023)             | Pozycja |
| ------ | ------------------------ | ------- |
| Polska | OLiS – single w streamie | 91      |

## Certyfikaty
| Kraj          | Certyfikat      | Sprzedaż |
| ------------- | --------------- | -------- |
| Polska (ZPAV) | platynowa płyta | 50 000+  |